# Ryan Crouser
Ryan Crouser (Portland, 1992. december 18. –) olimpiai és világbajnok amerikai atléta, fő versenyszáma a súlylökés. 2021-től világcsúcstartó szabadtéri és fedett pályás súlylökésben is.

## Pályafutása
Ryan Crouser családjában többen is atletizáltak. Édesapja, Mitch Crouser az 1984-es olimpián tartalék volt az amerikai diszkoszvetők csapatában. Nagybátyja, Brian Crouser kétszeres olimpikon gerelyhajításban. Egy másik nagybátyja, Dean Crouser eredményes súlylökő és diszkoszvető volt, illetve két unokatestvére pedig gerelyhajító.
Crouser 2009-ben az ifjúsági világbajnokságon súlylökésben aranyérmet, diszkoszvetésben ezüstérmet nyert. 2012-ben első NCAA-bajnokságán az ötödik helyen végzett súlylökésben és negyedik helyen diszkoszvetésben. 2013-ban súlylökésben megnyerte az NCAA-bajnokságot, diszkoszvetésben pedig nyolcadik lett.
A 2016-os olimpiára kvalifikáló amerikai selejtező tornát a világbajnoki címvédő Joe Kovacs előtt nyerte meg 22,11 méteres egyéni rekorddal. A rioi olimpián megnyerte a selejtezőt, a döntőt pedig szintén nagy fölénnyel. Hat kísérlete közül négy olyan is volt, amely elég lett volna az aranyéremhez, végül új olimpiai csúccsal, 22,52 méteres dobással győzött, Kovacsot 74 centiméterrel megelőzve.
2019-ben tovább javította egyéni legjobbját. 22,74 méteres dobása 1990 óta a legjobb eredmény a sportágban, és ez volt minden idők hatodik legjobb dobása. A dohai világbajnokságon ezen is javítani tudott, 22,90 méteres eredménye azonban csak ezüstéremre volt elég, Kovacstól mindössze 1 centivel maradt el.
2020-ban 22,91 méterre javította egyéni csúcsát. Ebben a szezonban elérte pályafutása századik 22 méter fölötti dobását.
2021. január 24-én megdöntötte a fedett pályás világcsúcsot 22,82 méteres dobásával Randy Barnes 32 éve fennálló rekordját megdöntve. Az amerikai olimpiai válogató versenyen júliusban a szabadtéri világcsúcsot is megdöntötte 23,37 méteres eredményével. Ezt a csúcsot is honfitársa, Randy Barnes tartotta 1990 óta. 1996 óta ez volt az első férfi világcsúcs a négy dobószakág bármelyikében. A 2021-es tokiói olimpián 23,30 méterrel új olimpiai csúccsal védte meg bajnoki címét Kovacs előtt. A döntőben mind a hat kísérlete jobb volt, mint az előző olimpián felállított olimpiai rekordja.
2023 májusában egy Los Angelesben rendezett versenyen háromszor is 23 méter fölé jutott, a legjobb eredménye, 23,56 méter pedig újabb világcsúcsot jelentett, korábbi rekordján 25 centimétert javítva. Az augusztusi budapesti világbajnokság előtt vérrögöket találtak a lábában, emiatt edzéseket is kihagyott. Orvosaival történt egyeztetések után úgy döntött elindul a versenyen, ahol 23,51 méteres dobásával új világbajnoki csúccsal győzött, a második helyezett olasz Leonardo Fabbrit több mint egy méterrel megelőzve.
2024-ben 22,40-nel nyerte a fedett pályás országos bajnokságot, ezzel az eredménnyel kijutott a fedett pályás világbajnokságra is. A Glasgowban rendezett versenyt 22,77 méteres dobással nyerte. Az olimpiai válogatóversenyt 22,84 méteres dobásával nyerte Joe Kovacs előtt. A párizsi játékokra mindketten kijutottak. A döntőt nehézzé tette, hogy a negyedik kísérletek során az eső is elkezdett esni, de Crousernek már az első körben sikerült élre állnia és megszerezte harmadik olimpiai bajnoki címét. Mögötte csakúgy mint a válogatóversenyen, honfitársa, Joe Kovacs végzett. A versenyszámban elsőként Crouser tudott három olimpiai bajnoki címet nyerni.